# Иудаизм в Сингапуре
Иудаизм в Сингапуре исповедают около тысячи иудеев проживающих в стране. Евреи, главным образом из Ирака, начали переселяться в Сингапур с 1840 года, когда семейство Сассун открыло в городе свои первые торговые предприятия.
Для религиозной общины иудеев действуют синагоги «Маген Авот» и «Хесед Эль».

## История
В 1878 г. открылась синагога «Маген Авот» (в 1925 г. перестроена и расширена); свитки Торы были доставлены в неё из Багдада. К началу XX в. в центре Сингапура возник крупный еврейский квартал. В 1904 г. начала работать синагога «Хесед Эль» и талмуд-тора; их строительство финансировал глава общины Сингапура сэр Менаше Меир (1831—1930), считавшийся богатейшим евреем Дальнего Востока.
К 1932 г. в Сингапуре проживали 832 еврея, в основном выходцы из Ирака и Великобритании. Среди евреев Сингапура преобладали бизнесмены и представители свободных профессий, они были (наряду с арабами) в числе крупнейших владельцев недвижимости в городе. В 1930-х гг. в Сингапур прибыло значительное число ашкеназов из России (в основном через Китай), Германии, Нидерландов. К 1939 г. в Сингапуре насчитывалось около 1500 евреев; в 1942 г., когда город заняли японские войска, многие из них эвакуировались, оставшиеся были интернированы. После окончания Второй мировой войны часть евреев Сингапура эмигрировала в Австралию, Великобританию, Соединённые Штаты Америки и Израиль. В 1955 г., с предоставлением Сингапуру ограниченного внутреннего самоуправления, главным министром правительства стал лидер еврейской общины Д. Ш. Маршалл.
В послевоенный период численность еврейского населения Сингапура непрерывно сокращалась: если в начале 1950-х гг. она составляла около тысячи человек, то к 1963 г. сократилась до 750 человек, к 1968 г. — до 600 человек, к 1980 г. — до 500 человек. В начале 1990-х гг. в Сингапуре оставалось около 240—250 евреев; их единственная представительная организация — Еврейский комитет социальной помощи, созданный вскоре после Второй мировой войны. В городе действуют две синагоги, есть микве, еврейская воскресная школа, дом престарелых, магазин, где продаются кошерные продукты.